# Estación Alsina
Alsina es una estación de ferrocarril ubicada en la localidad de  Villa Alsina, partido de Baradero, provincia de Buenos Aires, Argentina.

## Servicios
La estación corresponde al Ferrocarril General Bartolomé Mitre de la red ferroviaria argentina.
Este ramal fue construido en el siglo XIX por el F.C.B.A.&R. (Ferrocarril Buenos Aires y Rosario), compañía de capitales privados británicos. En 1900 esta compañía se fusionó con su competidora, también de capitales ingleses, el F.C.C.A. (Ferrocarril Central Argentino) y la nueva empresa fusionada pasó a usar el nombre de aquella última, es decir, F.C.C.A. ya que su directorio entendió que esta denominación era la más representativa de la geografía que recoría el trazado de ambas líneas: el centro del país.
El ferrocarril Central Argentino existió como empresa privada hasta su estatización en el año 1948 donde toda su red pasó a llamarse F.C.N.G.B.M. (Ferrocarril Nacional General Bartolomé Mitre). Más tarde se lo denominó simplemente F.C.G.B.M. hasta la década de 1990 donde el estado concesionó los servicios de pasajeros y carga y esta red se fraccionó en distintas empresas privadas (T.B.A. y N.C.A.).
El 16 de diciembre de 2011 gracias al accionar de vecinos, esta parada fue habilitada temporalmente para el transporte de pasajeros del servicio diésel interprovincial que se presta entre las estaciones Retiro y Rosario Norte de UGOMS, pero recientemente se determinó que la misma quedó sin efecto como en un principio se derogó a través del gobierno municipal de Baradero y las autoridades ex TBA como "parada facultativa", siendo las paradas más cercanas como alternativa Baradero o estación Lima (sin servicio de pasajeros desde el año 2015) en el partido de Partido de Zárate,
Alsina ubicada en el Kilómetro 124 de la línea general, también transitan los servicios Retiro-Rosario/Córdoba/Tucumán de la empresa estatal Trenes Argentinos Operaciones, aunque no hacen parada en esta.

### Reapertura de la estación
El día 22 de junio de 2022, se hicieron presentes autoridades de Trenes Argentinos, con el fin de que se reabra la estación Alsina para el servicio de pasajeros de Retiro a Rosario. Allí estuvieron presentes Martín Marinucci y el gerente de la Línea Mitre, Iván Kildoff. Éstos se comprometieron a reabrir y rehabilitar en pocos meses más, la estación.

## Ubicación
Se ubica a 18 km de la estación Baradero y en el extremo sur muy cerca de la estación Atucha en el Partido de Zárate, actualmente se encuentra sin operaciones de traslado de pasajeros. Este servicio desde 1993 se encuentra sin operaciones, la estación se mantiene en mala condiciones por su falta de mantenimiento, el edificio en sí se encuentra cerrado.

## Historia y Toponimia
Alsina nació en 1886 como un asentamiento de colonos en un campo de la familia San Martín, con límites en el río Areco y lo que es hoy la fábrica Atanor. La familia de Doña Vicente San Martín de Alsina y Don Faustino Alsina donaron 73.000m2 de tierras que ocupa hoy el ferrocarril Mitre (BsAs-Rosario). La estación fue construida en 1885 cuando por sus tierras pasaba la primera locomotora.
Hoy la villa es frecuentada por pescadores y mantuvo un tamaño pequeño, de 1800 habitantes, característica que la mantiene como una villa rural de antaño y su estación como un gran valor simbólico del pueblo.

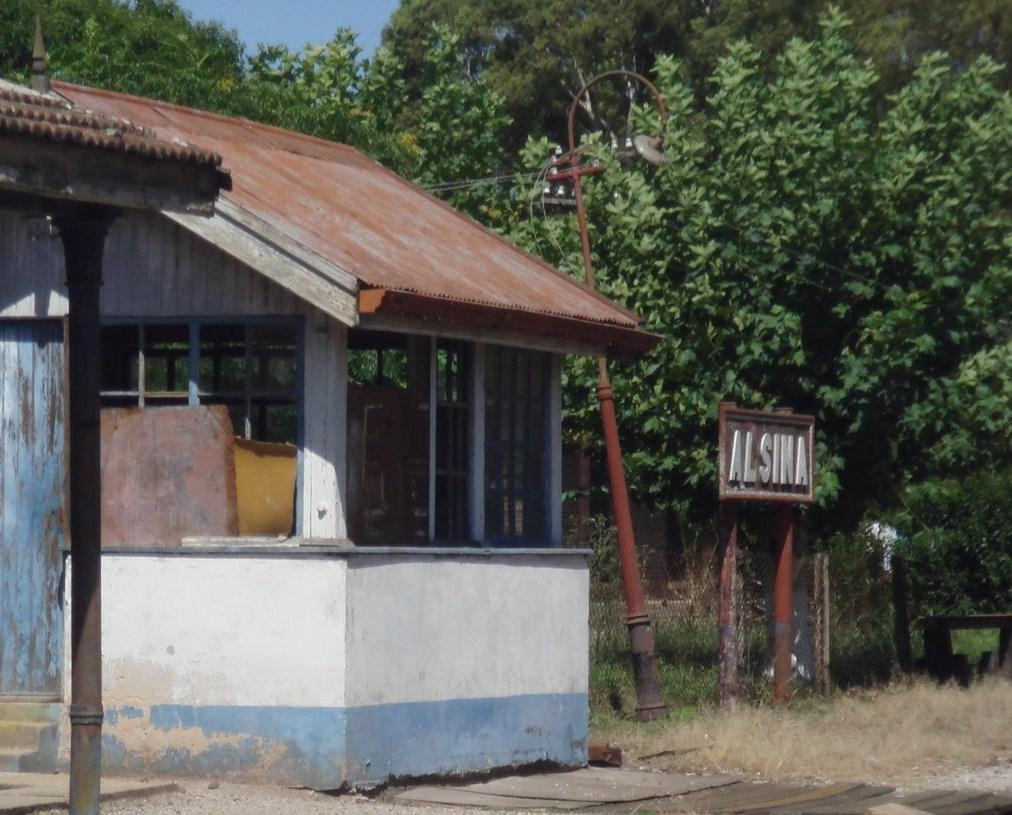
La estación en la actualidad.